# Myosurus
- Commons
- Wikispecies

Myosurus é um gênero botânico da família Ranunculaceae.

## Espécies
- Myosurus apetalus
- Myosurus cupulatus
- Myosurus minimus
- Myosurus nitidus
- Myosurus sessilis
- Lista completa

## Classificação do gênero
| Sistema | Classificação                      | Referência               |
| ------- | ---------------------------------- | ------------------------ |
| Linné   | Classe Pentandria, ordem Polygynia | Species plantarum (1753) |